# Teofilantropia
A Teofilantropia foi um culto cívico surgido durante os anos finais da Revolução Francesa que pretendia encontrar uma alternativa à descristianização da França, propondo o culto de uma religião "natural". Seus adeptos se organizavam sob o título de "Amigos de Deus e do Homem".

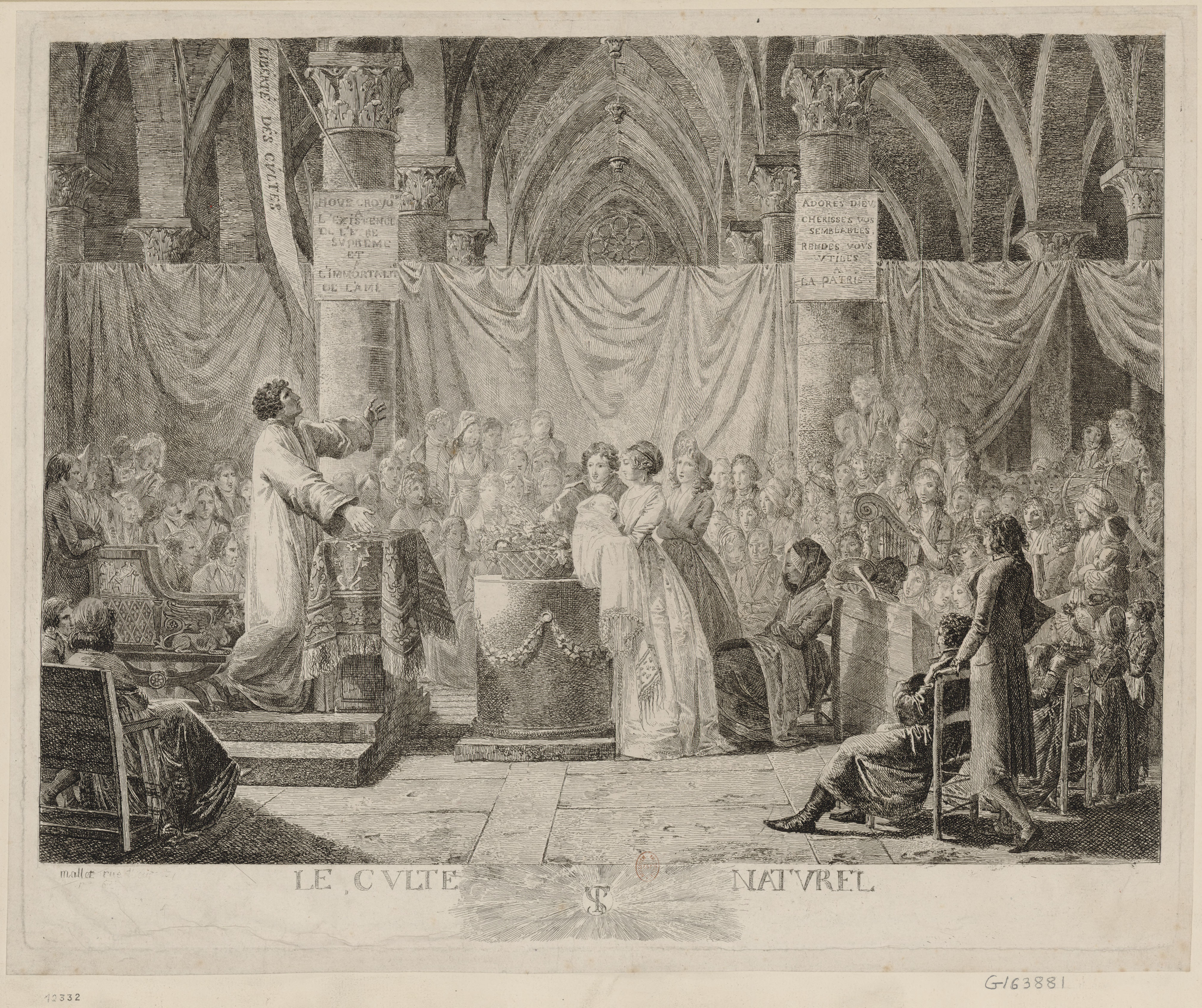
Uma cerimônia teofilantrópica (ou "cerimônia natural") em 1797.

## Contexto
Seus fundadores foram o seminarista Jean-Baptiste Chemin-Dupontes e o pedagogo Valentin Haüy, partidários moderados da Revolução. Em setembro de 1796, inauguraram um culto familiar, deísta e humanitário, que chamaram de "Teofilantropia".
O novo culto cívico encontrou rápido apoio em alguns políticos e empresários, como o pintor Jacques-Louis David e o intelectual Thomas Paine. Contudo, foi o apoio dado por um dos membros do Diretório, La Révellière-Lépeaux, que deu notoriedade de fato a nova religião. O político pretendia fortalecer a República, substituindo o catolicismo por outra crença, embora a Constituição de 1795 (Ano III) já tivesse estabelecido a liberdade de cultos no país.
O culto assumiu uma conotação cada vez mais anticatólica e conseguiu muitos adeptos, principalmente em Paris. O crescimento da Teofilantropia, porém, foi travado pelo desejo de François de Neufchâteau, outro membro do Diretório, em fortalecer o Culto Decadário, uma religião cívica baseada no Calendário Republicano Francês. Perdendo apoio, por fim, as reuniões teofilantrópicas foram proibidas por decreto de 12 de Vendemiário do Ano X (1801), sendo o culto totalmente proibido em Ventoso do Ano XII (1803).

## Princípios

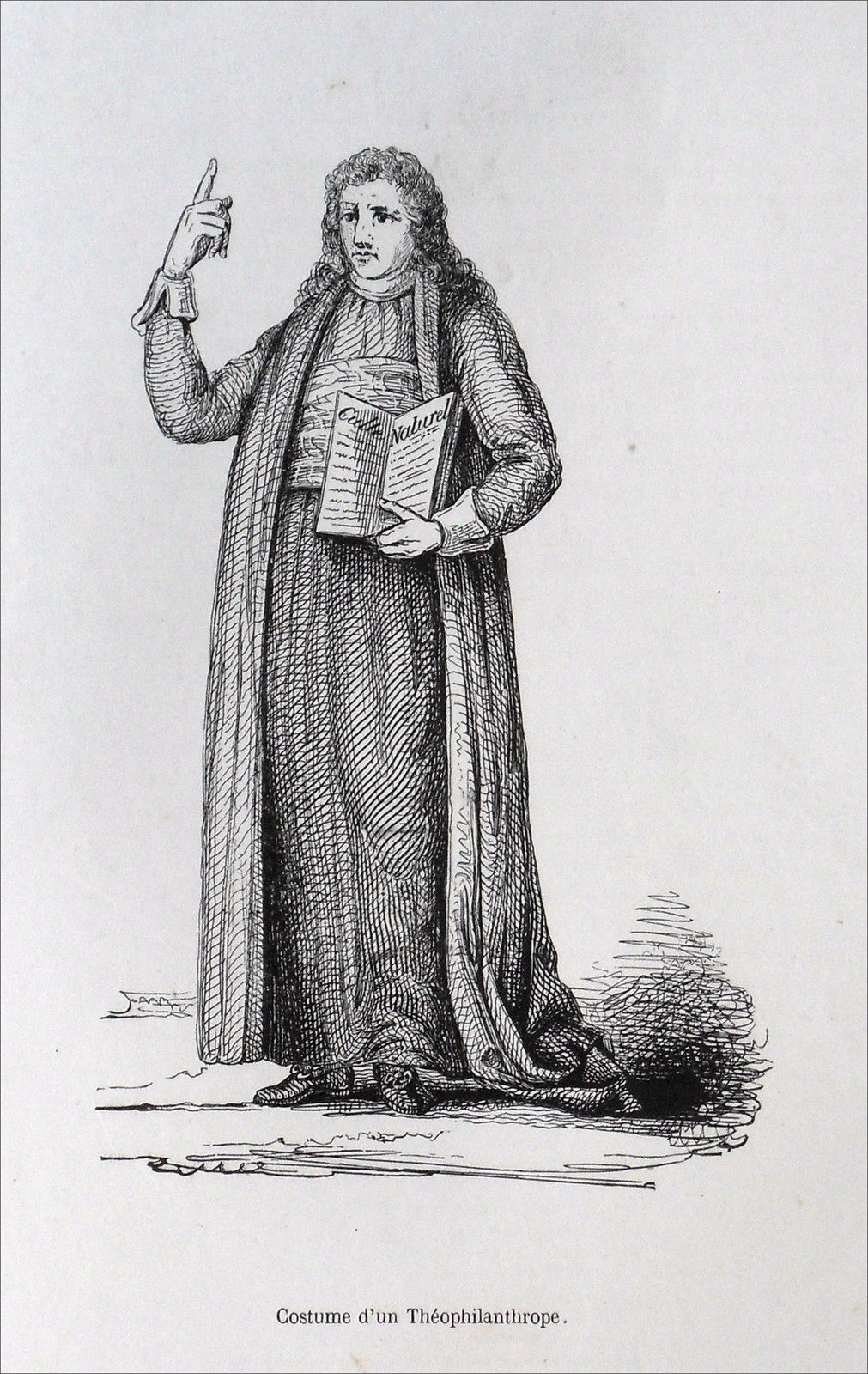
Trajes cerimoniais de um teofilantropo.

A Teofilantropia foi definida por seus criadores como uma religião “razoável”, tendo as vantagens das religiões antigas sem seus inconvenientes, sendo uma religião inata ao homem. O culto permitiria a reconciliação entre homens e igrejas, já que toda discussão metafísica ou teológica era proibida. Apenas dois dogmas “socialmente úteis” foram adotados: a existência de Deus e a imortalidade da alma. A moralidade deste novo culto baseava-se nas leis naturais, na consciência que julgava o Bem e o Mal, bem como nos deveres do homem para com os seus semelhantes e o seu país.
A religião era praticada sob a forma de culto familiar e cerimônias públicas, festas religiosas, em templos decorados com inscrições morais e altares, exames de consciência, hinos, leituras, etc.